# Challenge européen 1996-1997
Navigation
Conférence européenne 1997-1998
La Conférence européenne est une compétition européenne annuelle de rugby à XV. C'est la deuxième compétition européenne interclubs de rugby à XV en importance, derrière la Coupe d'Europe de rugby à XV dite H Cup pour des raisons de sponsoring.
La Conférence européenne 1996-1997 est la première édition de cette compétition. Elle réunit 24 clubs, franchises ou provinces européens : sept français, sept gallois, six anglais, un italien, un irlandais, un écossais et un roumain. La compétition se déroule du 12 octobre 1996 au 26 janvier 1997, date de la finale au stade de la Méditerranée à Béziers.
La compétition est organisée en deux phases. Une phase de poule se déroule sur un match unique à la fin de laquelle sont qualifiées les deux deux premières équipes de chaque groupe. Elle se poursuit par une phase à élimination directe à partir des quarts de finale sur le terrain du club le mieux classé.
Les sept clubs français se qualifient pour les quarts de finale de cette compétition, les Anglais des Northampton Saints complétant le tableau. À la suite de la défaite de l'équipe anglaise en quart, le dernier carré est donc entièrement français.
Ces quarts de finale sont par ailleurs très disputés, car trois d'entre eux ont vu des victoires inférieures ou égales à cinq points d'écart, ce qui tranche avec les demi-finales (17 et 23 points d'écart).
Le CSBJ dispose du Castres olympique 18 à 9 dans une finale opposant deux équipes invaincues et devient le premier vainqueur de cette compétition.

## Présentation

### Équipes en compétition
- SU Agen
- CA Bègles-Bordeaux
- CS Bourgoin-Jallieu
- Bridgend RFC
- Bristol Rugby
- Dinamo Bucarest
- Castres olympique
- Connacht
- Dunvant RFC
- Ebbw Vale RFC
- Glasgow Rugby
- Gloucester RFC
- London Irish
- AS Montferrand
- RC Narbonne
- Newbridge RFC
- Newport RFC
- Northampton Saints
- Orrell RUFC
- Petrarca Padova
- Sale FC
- Swansea RFC
- RC Toulon
- Treorchy RFC

### Format
Les clubs sont répartis en quatre poules de six. Les clubs ne s'affrontent qu'une seule fois.
Les premiers et deuxièmes de chaque poule sont qualifiés pour les 1/4 de finale.
Une équipe remporte deux points pour une victoire, un pour un nul mais aucun point en cas de défaite. Les deux premiers de chaque poule sont qualifiés pour les quarts de finale. En cas d'égalité, les clubs sont départagés par le nombre d'essais marqués.
Les quatre premiers de poule sont classés de 1 à 4 et les deuxièmes de 5 à 8. Le tableau final est ensuite tiré au sort. Les équipes qui ont fini premières reçoivent à ce stade une équipe ayant fini deuxième de poule. Les matchs de phase finale, à savoir les quarts de finale, les demi-finales et la finale, se jouent à élimination directe.

## Première phase
Signification des abréviations et couleur :
|  | Qualifié pour les quarts de finale |
|  | - J : matches joués - V : victoires - N : matches nuls - D : défaites - EM : essais marqués - EE : essais encaissés - PP : points marqués - PE : points encaissés - Diff : différence de points - Pts : points de classement |

### Poule 1
| Rang | Équipe         | J | V | N | D | EM | EE | PP  | PE  | Diff | Pts |
| ---- | -------------- | - | - | - | - | -- | -- | --- | --- | ---- | --- |
| 1    | SU Agen        | 5 | 5 | 0 | 0 | 20 | 9  | 156 | 82  | +74  | 10  |
| 2    | AS Montferrand | 5 | 4 | 0 | 1 | 30 | 8  | 211 | 74  | +137 | 8   |
| 3    | Sale FC        | 5 | 3 | 0 | 2 | 18 | 14 | 166 | 115 | +51  | 6   |
| 4    | Newport RFC    | 5 | 2 | 0 | 3 | 14 | 19 | 98  | 158 | -60  | 4   |
| 5    | Glasgow Rugby  | 5 | 1 | 0 | 4 | 15 | 30 | 113 | 202 | -89  | 2   |
| 6    | Newbridge RFC  | 5 | 0 | 0 | 5 | 16 | 33 | 106 | 219 | -113 | 0   |

- 1re journée

| 12 octobre 1996 | Welfare Ground | Newbridge RFC | 38 | 62 | Glasgow Rugby  |
| 12 octobre      | Heywood Road   | Sale FC       | 12 | 17 | AS Montferrand |
| 12 octobre      | Stade Armandie | SU Agen       | 32 | 13 | Newbridge RFC  |

- 2e journée

| 16 octobre | Hughenden Stadium | Glasgow Rugby | 9  | 19 | Sale FC        |
| 16 octobre | Rodney Parade     | Newbridge RFC | 24 | 9  | Newbridge RFC  |
| 16 octobre | Stade Armandie    | SU Agen       | 27 | 17 | AS Montferrand |

- 3e journée

| 19 octobre | Stade Marcel-Michelin | AS Montferrand | 76 | 9  | Glasgow Rugby |
| 19 octobre | Welfare Ground        | Newbridge RFC  | 13 | 30 | SU Agen       |
| 19 octobre | Heywood Road          | Sale FC        | 52 | 22 | Newbridge RFC |

- 4e journée

| 26 octobre | Welfare Ground | Newbridge RFC | 12 | 46 | AS Montferrand |
| 26 octobre | Rodney Parade  | Newbridge RFC | 25 | 10 | Glasgow Rugby  |
| 26 octobre | Stade Armandie | SU Agen       | 33 | 16 | Sale FC        |

- 5e journée

| 2 novembre | Hughenden Stadium     | Glasgow Rugby  | 23 | 34 | SU Agen       |
| 2 novembre | Stade Marcel-Michelin | AS Montferrand | 55 | 14 | Newbridge RFC |
| 2 novembre | Heywood Road          | Sale FC        | 57 | 34 | Newbridge RFC |

### Poule 2
| Rang | Équipe            | J | V | N | D | EM | EE | PP  | PE  | Diff | Pts |
| ---- | ----------------- | - | - | - | - | -- | -- | --- | --- | ---- | --- |
| 1    | Castres olympique | 5 | 5 | 0 | 0 | 29 | 6  | 207 | 71  | +136 | 10  |
| 2    | RC Narbonne       | 5 | 4 | 0 | 1 | 21 | 6  | 161 | 90  | +71  | 8   |
| 3    | Dinamo Bucarest   | 5 | 2 | 1 | 2 | 12 | 32 | 109 | 213 | -104 | 5   |
| 4    | Bridgend RFC      | 4 | 1 | 1 | 2 | 10 | 14 | 94  | 120 | -26  | 3   |
| 5    | Bristol Rugby     | 5 | 1 | 0 | 4 | 11 | 12 | 128 | 99  | +29  | 2   |
| 6    | Treorchy RFC      | 4 | 0 | 0 | 4 | 10 | 23 | 72  | 178 | -106 | 0   |

- 1re journée

| 12 octobre 1996 | Brewery Field                  | Bridgend RFC  | 23 | 36 | Castres olympique |
| 12 octobre      | Memorial Ground                | Bristol Rugby | 53 | 3  | Treorchy RFC      |
| 12 octobre      | Parc des sports et de l'amitié | RC Narbonne   | 73 | 22 | Dinamo Bucarest   |

- 2e journée

| 16 octobre | Brewery Field        | Bridgend RFC      | 30 | 27 | Bristol Rugby   |
| 16 octobre | Stade Pierre-Antoine | Castres olympique | 67 | 6  | Dinamo Bucarest |
| 16 octobre | The Oval             | Treorchy RFC      | 19 | 26 | RC Narbonne     |

- 3e journée

| 19 octobre | Brewery Field        | Bridgend RFC      | 24 | 24 | Dinamo Bucarest |
| 19 octobre | Memorial Ground      | Bristol Rugby     | 16 | 18 | RC Narbonne     |
| 19 octobre | Stade Pierre-Antoine | Castres olympique | 61 | 17 | Treorchy RFC    |

- 4e journée

| 26 octobre | Memorial Ground                | Bristol Rugby   | 14 | 27 | Castres olympique |
| 26 octobre | Steaua Stadium                 | Dinamo Bucarest | 38 | 31 | Treorchy RFC      |
| 26 octobre | Parc des sports et de l'amitié | RC Narbonne     | 33 | 17 | Bridgend RFC      |

- 5e journée

| 2 novembre | Steaua Stadium                 | Dinamo Bucarest | 19  | 18   | Bristol Rugby     |
| 2 novembre | Parc des sports et de l'amitié | RC Narbonne     | 11  | 16   | Castres olympique |
| 2 novembre | The Oval                       | Treorchy RFC    | non | joué | Bridgend RFC      |

### Poule 3
| Rang | Équipe             | J | V | N | D | EM | EE | PP  | PE  | Diff | Pts |
| ---- | ------------------ | - | - | - | - | -- | -- | --- | --- | ---- | --- |
| 1    | Northampton Saints | 5 | 5 | 0 | 0 | 28 | 12 | 207 | 88  | +119 | 10  |
| 2    | RC Toulon          | 5 | 4 | 0 | 1 | 22 | 10 | 164 | 102 | +62  | 8   |
| 3    | Orrell RUFC        | 5 | 2 | 0 | 3 | 18 | 22 | 122 | 173 | -51  | 4   |
| 4    | Connacht           | 5 | 2 | 0 | 3 | 9  | 17 | 94  | 131 | -37  | 4   |
| 5    | Dunvant RFC        | 5 | 1 | 0 | 4 | 15 | 22 | 106 | 169 | -63  | 2   |
| 6    | Petrarca Padova    | 5 | 1 | 0 | 4 | 10 | 19 | 118 | 148 | -30  | 2   |

- 1re journée

| 12 octobre 1996 | Galway Sportsground | Connacht    | 34 | 12 | Petrarca Padova    |
| 12 octobre      | Edge Hall Road      | Orrell RUFC | 32 | 29 | Dunvant RFC        |
| 12 octobre      | Stade Mayol         | RC Toulon   | 29 | 38 | Northampton Saints |

- 2e journée

| 16 octobre | Broadacre          | Dunvant RFC        | 26 | 9  | Connacht        |
| 16 octobre | Franklin's Gardens | Northampton Saints | 61 | 7  | Orrell RUFC     |
| 16 octobre | Stade Mayol        | RC Toulon          | 32 | 23 | Petrarca Padova |

- 3e journée

| 19 octobre | Galway Sportsground | Connacht        | 11 | 31 | Northampton Saints |
| 19 octobre | Edge Hall Road      | Orrell RUFC     | 23 | 28 | RC Toulon          |
| 19 octobre | Stadio Plebiscito   | Petrarca Padova | 49 | 11 | Dunvant RFC        |

- 4e journée

| 26 octobre | Franklin's Gardens | Northampton Saints | 48 | 32 | Dunvant RFC     |
| 26 octobre | Edge Hall Road     | Orrell RUFC        | 42 | 25 | Petrarca Padova |
| 27 octobre | Stade Mayol        | RC Toulon          | 44 | 10 | Connacht        |

- 5e journée

| 2 novembre | Galway Sportsground | Connacht        | 30 | 18 | Orrell RUFC        |
| 2 novembre | Broadacre           | Dunvant RFC     | 8  | 31 | RC Toulon          |
| 2 novembre | Stadio Plebiscito   | Petrarca Padova | 9  | 29 | Northampton Saints |

### Poule 4
| Rang | Équipe              | J | V | N | D | EM | EE | PP  | PE  | Diff | Pts |
| ---- | ------------------- | - | - | - | - | -- | -- | --- | --- | ---- | --- |
| 1    | CS Bourgoin-Jallieu | 5 | 5 | 0 | 0 | 27 | 4  | 196 | 66  | +130 | 10  |
| 2    | CA Bègles-Bordeaux  | 5 | 3 | 1 | 1 | 29 | 13 | 195 | 99  | +96  | 7   |
| 3    | Swansea RFC         | 5 | 3 | 1 | 1 | 28 | 19 | 207 | 138 | +69  | 7   |
| 4    | Gloucester RFC      | 5 | 2 | 0 | 3 | 17 | 17 | 119 | 123 | -4   | 4   |
| 5    | Ebbw Vale RFC       | 5 | 1 | 0 | 4 | 6  | 36 | 48  | 243 | -195 | 2   |
| 6    | London Irish        | 5 | 0 | 0 | 5 | 12 | 30 | 90  | 186 | -96  | 0   |

- 1re journée

| 12 octobre 1996 | Stade Pierre-Rajon | CS Bourgoin-Jallieu | 45 | 22 | CA Bègles-Bordeaux |
| 12 octobre      | Kingsholm Stadium  | Gloucester RFC      | 59 | 7  | Ebbw Vale RFC      |
| 12 octobre      | St Helen's Ground  | Swansea RFC         | 63 | 38 | London Irish       |

- 2e journée

| 16 octobre | Eugene Cross Park | Ebbw Vale RFC  | 3  | 32 | Swansea RFC         |
| 16 octobre | Kingsholm Stadium | Gloucester RFC | 10 | 17 | CA Bègles-Bordeaux  |
| 16 octobre | The Avenue        | London Irish   | 13 | 34 | CS Bourgoin-Jallieu |

- 3e journée

| 19 octobre | Stade André-Moga   | CA Bègles-Bordeaux  | 32 | 6  | London Irish   |
| 19 octobre | Stade Pierre-Rajon | CS Bourgoin-Jallieu | 39 | 3  | Ebbw Vale RFC  |
| 19 octobre | St Helen's Ground  | Swansea RFC         | 62 | 12 | Gloucester RFC |

- 4e journée

| 26 octobre | Eugene Cross Park | Ebbw Vale RFC  | 28 | 20 | London Irish        |
| 26 octobre | St Helen's Ground | Swansea RFC    | 31 | 31 | CA Bègles-Bordeaux  |
| 27 octobre | Kingsholm Stadium | Gloucester RFC | 9  | 24 | CS Bourgoin-Jallieu |

- 5e journée

| 2 novembre | Stade André-Moga   | CA Bègles-Bordeaux  | 93 | 3  | Ebbw Vale RFC  |
| 2 novembre | Stade Pierre-Rajon | CS Bourgoin-Jallieu | 54 | 19 | Swansea RFC    |
| 2 novembre | The Avenue         | London Irish        | 13 | 29 | Gloucester RFC |

## Phase finale
Les premiers et deuxièmes de chaque de poule sont qualifiés pour les quarts de finale. Les huit équipes sont classées dans l'ordre suivant pour obtenir le tableau des quarts de finale : les quatre premiers de poule sont classés de 1 à 4 et reçoivent en quart de finale, les deuxièmes de poule sont classés de 5 à 8 et se déplacent en quart de finale. Un tirage au sort a lieu pour déterminer les matches des quarts et des demi-finales. La finale a lieu au Stade de la Méditerranée à Béziers, le 26 janvier 1997.
Les équipes sont départagées selon les critères suivants :
1. plus grand nombre de points
2. nombre d'essais marqués
3. différence de points

### Qualifiés
| Place | Premiers de poule   | Pts | Essais | Diff. |
| ----- | ------------------- | --- | ------ | ----- |
| 1     | Castres olympique   | 10  | 29     | +136  |
| 2     | Northampton Saints  | 10  | 28     | +119  |
| 3     | CS Bourgoin-Jallieu | 10  | 27     | +130  |
| 4     | SU Agen             | 10  | 20     | +74   |
|       | Deuxièmes           |     |        |       |
| 5     | AS Montferrand      | 8   | 30     | +137  |
| 6     | RC Toulon           | 8   | 22     | +62   |
| 7     | RC Narbonne         | 8   | 21     | +71   |
| 8     | CA Bègles-Bordeaux  | 7   | 29     | +96   |

### Tableau final
|  | Quarts de finale                                         | Quarts de finale                                         |                     |    | Demi-finales                                           | Demi-finales                                           |  |  | Finale                                               | Finale                                               |
|  | Quarts de finale                                         | Quarts de finale                                         |                     |    | Demi-finales                                           | Demi-finales                                           |  |  | Finale                                               | Finale                                               |
|  |                                                          |                                                          |                     |    |                                                        |                                                        |  |  |                                                      |                                                      |
|  | 16 novembre 1996 au Stade Pierre-Rajon, Bourgoin-Jallieu | 16 novembre 1996 au Stade Pierre-Rajon, Bourgoin-Jallieu |                     |    | 5 janvier 1997 au Stade Pierre-Rajon, Bourgoin-Jallieu | 5 janvier 1997 au Stade Pierre-Rajon, Bourgoin-Jallieu |  |  | 26 janvier 1997 au Stade de la Méditerranée, Béziers | 26 janvier 1997 au Stade de la Méditerranée, Béziers |
|  | 16 novembre 1996 au Stade Pierre-Rajon, Bourgoin-Jallieu | 16 novembre 1996 au Stade Pierre-Rajon, Bourgoin-Jallieu |                     |    | 5 janvier 1997 au Stade Pierre-Rajon, Bourgoin-Jallieu | 5 janvier 1997 au Stade Pierre-Rajon, Bourgoin-Jallieu |  |  | 26 janvier 1997 au Stade de la Méditerranée, Béziers | 26 janvier 1997 au Stade de la Méditerranée, Béziers |
|  | CS Bourgoin-Jallieu                                      | 17                                                       |                     |    | 5 janvier 1997 au Stade Pierre-Rajon, Bourgoin-Jallieu | 5 janvier 1997 au Stade Pierre-Rajon, Bourgoin-Jallieu |  |  | 26 janvier 1997 au Stade de la Méditerranée, Béziers | 26 janvier 1997 au Stade de la Méditerranée, Béziers |
|  | CS Bourgoin-Jallieu                                      | 17                                                       |                     |    | 5 janvier 1997 au Stade Pierre-Rajon, Bourgoin-Jallieu | 5 janvier 1997 au Stade Pierre-Rajon, Bourgoin-Jallieu |  |  | 26 janvier 1997 au Stade de la Méditerranée, Béziers | 26 janvier 1997 au Stade de la Méditerranée, Béziers |
|  | AS Montferrand                                           | 15                                                       |                     |    | 5 janvier 1997 au Stade Pierre-Rajon, Bourgoin-Jallieu | 5 janvier 1997 au Stade Pierre-Rajon, Bourgoin-Jallieu |  |  | 26 janvier 1997 au Stade de la Méditerranée, Béziers | 26 janvier 1997 au Stade de la Méditerranée, Béziers |
|  | AS Montferrand                                           | 15                                                       | CS Bourgoin-Jallieu | 29 |                                                        |                                                        |  |  | 26 janvier 1997 au Stade de la Méditerranée, Béziers | 26 janvier 1997 au Stade de la Méditerranée, Béziers |
|  | 16 novembre aux Franklin's Gardens, Northampton          |                                                          | CS Bourgoin-Jallieu | 29 |                                                        |                                                        |  |  | 26 janvier 1997 au Stade de la Méditerranée, Béziers | 26 janvier 1997 au Stade de la Méditerranée, Béziers |
|  |                                                          | RC Narbonne                                              | 6                   |    |                                                        |                                                        |  |  | 26 janvier 1997 au Stade de la Méditerranée, Béziers | 26 janvier 1997 au Stade de la Méditerranée, Béziers |
|  | Northampton Saints                                       | RC Narbonne                                              | 6                   | 22 |                                                        |                                                        |  |  | 26 janvier 1997 au Stade de la Méditerranée, Béziers | 26 janvier 1997 au Stade de la Méditerranée, Béziers |
|  | Northampton Saints                                       |                                                          |                     | 22 |                                                        |                                                        |  |  | 26 janvier 1997 au Stade de la Méditerranée, Béziers | 26 janvier 1997 au Stade de la Méditerranée, Béziers |
|  | RC Narbonne                                              | 23                                                       |                     |    |                                                        |                                                        |  |  | 26 janvier 1997 au Stade de la Méditerranée, Béziers | 26 janvier 1997 au Stade de la Méditerranée, Béziers |
|  | RC Narbonne                                              | 23                                                       | CS Bourgoin-Jallieu | 18 |                                                        |                                                        |  |  |                                                      |                                                      |
|  | 16 novembre au Stade Pierre-Antoine, Castres             |                                                          | CS Bourgoin-Jallieu | 18 |                                                        |                                                        |  |  |                                                      |                                                      |
|  |                                                          | Castres olympique                                        | 9                   |    |                                                        |                                                        |  |  |                                                      |                                                      |
|  | Castres olympique                                        | Castres olympique                                        | 9                   | 23 |                                                        |                                                        |  |  |                                                      |                                                      |
|  | Castres olympique                                        | 5 janvier au Stade Pierre-Antoine, Castres               |                     | 23 |                                                        |                                                        |  |  |                                                      |                                                      |
|  | RC Toulon                                                | 15                                                       |                     |    |                                                        |                                                        |  |  |                                                      |                                                      |
|  | RC Toulon                                                | 15                                                       | Castres olympique   | 23 |                                                        |                                                        |  |  |                                                      |                                                      |
|  | 16 novembre au Stade Armandie, Agen                      |                                                          | Castres olympique   | 23 |                                                        |                                                        |  |  |                                                      |                                                      |
|  |                                                          | SU Agen                                                  | 6                   |    |                                                        |                                                        |  |  |                                                      |                                                      |
|  | SU Agen                                                  | SU Agen                                                  | 6                   | 20 |                                                        |                                                        |  |  |                                                      |                                                      |
|  | SU Agen                                                  |                                                          |                     | 20 |                                                        |                                                        |  |  |                                                      |                                                      |
|  | CA Bègles-Bordeaux                                       | 15                                                       |                     |    |                                                        |                                                        |  |  |                                                      |                                                      |
|  | CA Bègles-Bordeaux                                       | 15                                                       |                     |    |                                                        |                                                        |  |  |                                                      |                                                      |

### Quarts de finale
| 16 novembre 1996 | CS Bourgoin-Jallieu                                                                       | 17 - 15    | AS Montferrand                          | Stade Pierre-Rajon, Bourgoin-Jallieu 7 000 spectateurs Arbitre : Patrick Robin |
| 16 novembre 1996 | Essai(s) : 2 Leflamand, de pénalité Transformation(s) : 2/2 Peclier Pénalité(s) : Peclier | [ Rapport] | Pénalité(s) : 3 Nicol Drop(s) : 2 Nicol | Stade Pierre-Rajon, Bourgoin-Jallieu 7 000 spectateurs Arbitre : Patrick Robin |
| 16 novembre 1996 |                                                                                           | [ Rapport] |                                         | Stade Pierre-Rajon, Bourgoin-Jallieu 7 000 spectateurs Arbitre : Patrick Robin |

| 16 novembre | Northampton Saints                                                    | 22 - 23 | RC Narbonne                                                                          | Franklin's Gardens, Northampton 7 000 spectateurs Arbitre : Andrew Watson |
| 16 novembre | Essai(s) : Hunter Transformation(s) : Grayson Pénalité(s) : 5 Grayson |         | Essai(s) : 2 Roule, Arlettaz Transformation(s) : 2 Benacloi Pénalité(s) : 3 Benacloi | Franklin's Gardens, Northampton 7 000 spectateurs Arbitre : Andrew Watson |
| 16 novembre |                                                                       |         |                                                                                      | Franklin's Gardens, Northampton 7 000 spectateurs Arbitre : Andrew Watson |

| 16 novembre | Castres olympique                                                                      | 23 - 15    | RC Toulon                                                                     | Stade Pierre-Antoine, Castres 5 000 spectateurs Arbitre : Daniel Gillet |
| 16 novembre | Essai(s) : 2 Hallinger Transformation(s) : 2/2 Cyril Savy Pénalité(s) : 3 Savy 2, Vile | [ Rapport] | Essai(s) : 2 Douy, Moni Transformation(s) : Teisseire Pénalité(s) : Teisseire | Stade Pierre-Antoine, Castres 5 000 spectateurs Arbitre : Daniel Gillet |
| 16 novembre |                                                                                        | [ Rapport] |                                                                               | Stade Pierre-Antoine, Castres 5 000 spectateurs Arbitre : Daniel Gillet |

| 16 novembre | SU Agen                                                                                             | 20 - 15    | CA Bègles-Bordeaux                                                         | Stade Armandie, Agen 8 000 spectateurs Arbitre : Didier Mené |
| 16 novembre | Essai(s) : 2 Bouic, Prosper Transformation(s) : 2/2 Prosper Pénalité(s) : Prosper Drop(s) : Cistacq | [ Rapport] | Essai(s) : 2 Carré, Ossard Transformation(s) : Berthe Pénalité(s) : Berthe | Stade Armandie, Agen 8 000 spectateurs Arbitre : Didier Mené |
| 16 novembre | | [ Rapport] |                                                                            | Stade Armandie, Agen 8 000 spectateurs Arbitre : Didier Mené |

### Demi-finales
| 5 janvier 1997 | CS Bourgoin-Jallieu                                                                   | 29 - 6     | RC Narbonne           | Stade Pierre-Rajon, Bourgoin-Jallieu 7 000 spectateurs Arbitre : Bernard Perez |
| 5 janvier 1997 | Essai(s) : 2 Leflamand, Géany Transformation(s) : 2/2 Peclier Pénalité(s) : 5 Peclier | [ Rapport] | Pénalité(s) : 2 Valls | Stade Pierre-Rajon, Bourgoin-Jallieu 7 000 spectateurs Arbitre : Bernard Perez |
| 5 janvier 1997 |                                                                                       | [ Rapport] |                       | Stade Pierre-Rajon, Bourgoin-Jallieu 7 000 spectateurs Arbitre : Bernard Perez |

| 5 janvier | Castres olympique                                                                   | 23 - 6     | SU Agen                 | Stade Pierre-Antoine, Castres 5 000 spectateurs Arbitre : Joël Dumé |
| 5 janvier | Essai(s) : 2 Aué, Garrigues Transformation(s) : 2/2 Paillat Pénalité(s) : 3 Paillat | [ Rapport] | Pénalité(s) : 2 Prosper | Stade Pierre-Antoine, Castres 5 000 spectateurs Arbitre : Joël Dumé |
| 5 janvier |                                                                                     | [ Rapport] |                         | Stade Pierre-Antoine, Castres 5 000 spectateurs Arbitre : Joël Dumé |

### Finale
26 janvier 1997 à 12:00
Stade de la Méditerranée à Béziers
Points marqués
- CS Bourgoin-Jallieu 
5 pénalités Péclier 9e, 30e ; Favre 54e, 62e, 73e
1 drop Péclier 82e
- Castres olympique
3 pénalités Paillat 15e ; Savy 38e, 79e

Évolution du score
3-0, 3-3, 6-3, 6-6, mt, 9-6, 12-6, 15-6, 15-9, 18-9
Arbitre : Patrick Robin  
 assisté de Claude Barrabès  
 et de Jean-Christophe Gastou 
Composition des équipes
 CS Bourgoin-Jallieu
- Equipe : 15 Nigel Géany - 14 Laurent Leflamand, 13 Alexandre Péclier, 12 Stéphane Glas, 11 Laurent Belligoï - 10 Gilles Cassagne (16 Patrice Favre, 48e), 9 Dominique Mazille - 8 Pierre Raschi, 7 Michel Malafosse, 6 Alexandre Chazalet - 5 Marc Cécillon (cap), 4 Jean Daudé (19 Frédéric Nibelle, 59e) - 3 Laurent Gomez (18 David Morgan, 49e), 2 Jean-Pierre Sanchez puis (17 Jean-François Martin-Culet, 73e), 1 Philippe Vessiller
- Non utilisés : 20 Olivier Milloud, 21 Julien Frier, 22 Nicolas Guilhot
- Entraîneurs : Michel Couturas et Alain Revol

 Castres olympique
- Equipe : 15 Cyril Savy - 14 Christophe Lucquiaud, 13 Jean-Marc Aué, 12 Éric Artiguste, 11 Philippe Garrigues - 10 Sébastien Paillat (16 Steven Vile, 67e), 9 Frédéric Séguier (cap) - 8 Nicolas Hallinger, 7 Léon Loppy, 6 Bruno Dalla Riva - 5 Jean-François Gourragne, 4 Colin Gaston - 3 Thierry Lafforgue (17 Mauricio Reggiardo, 59e), 2 Christian Batut, 1 Laurent Toussaint
- Non utilisés : 18 , 19 , 20 , 21 , 22
- Entraîneurs : Christian Gajan et Thierry Merlos

## Statistiques

### Meilleurs réalisateurs
| Rang | Joueur            | Club                | Poste            | Points | Essais | Transf. | Pén. | Drops |
| ---- | ----------------- | ------------------- | ---------------- | ------ | ------ | ------- | ---- | ----- |
| 1    | Alexandre Péclier | CS Bourgoin-Jallieu | arrière          | 113    | 3      | 22      | 17   | 1     |
| 2    | Paul Grayson      | Northampton Saints  | demi d'ouverture | 83     | 3      | 13      | 14   | 0     |
| 3    | Arwel Thomas      | Swansea RFC         | demi d'ouverture | 82     | 2      | 15      | 14   | 0     |
| 4    | Patrice Teisseire | RC Toulon           | arrière          | 70     | 4      | 10      | 10   | 0     |
| 5    | Hector de Marco   | Petrarca Padova     | demi de mêlée    | 68     | 0      | 7       | 17   | 1     |
| 6    | Paul Burke        | Bristol Rugby       | demi d'ouverture | 61     | 0      | 5       | 16   | 1     |
| 7    | Serban Guranescu  | Dinamo Bucarest     | demi d'ouverture | 59     | 1      | 6       | 14   | 0     |
| 8    | Simon Mannix      | Sale FC             | demi d'ouverture | 53     | 1      | 12      | 7    | 1     |
| 9    | Mark Mapletoft    | Gloucester RFC      | demi d'ouverture | 52     | 4      | 10      | 4    | 0     |
| 10   | Éric Nicol        | AS Montferrand      | demi d'ouverture | 49     | 2      | 9       | 4    | 3     |

### Meilleurs marqueurs
| Rang | Joueur             | Club                | Poste                  | Essais |
| ---- | ------------------ | ------------------- | ---------------------- | ------ |
| 1    | Laurent Leflamand  | CS Bourgoin-Jallieu | ailier                 | 7      |
| 2    | Maurice Barragué   | Bordeaux-Bègles     | troisième ligne centre | 6      |
| 2    | Alexandre Bouyssie | Bordeaux-Bègles     | ailier                 | 6      |
| 2    | Stanislas Durand   | RC Toulon           | troisième ligne centre | 6      |
| 2    | Nicolas Hallinger  | Castres olympique   | troisième ligne centre | 6      |